# Loi Debré de 1973
Pour les articles homonymes, voir Loi Debré.
 (avril 2017).
Si vous disposez d'ouvrages ou d'articles de référence ou si vous connaissez des sites web de qualité traitant du thème abordé ici, merci de compléter l'article en donnant les références utiles à sa vérifiabilité et en les liant à la section « Notes et références ».
La loi dite Debré entrée en vigueur en 1973 est une loi de réforme sur le service militaire promue par Michel Debré, alors ministre de la Défense nationale. Adoptée par l'Assemblée nationale 10 juillet 1970 et promulguée le 10 juin 1971, elle prévoit de ramener la durée du service à un an et l'abrogation des sursis pour études au-delà de 21 ans ; le départ au service militaire à 20 ans, pouvant être avancé à 18 ans et reporté à 21 ans pour ceux faisant des études supérieures courtes.
La proposition vient de la Commission Armées-Jeunesse. C'est un organisme consultatif créé en 1955 et placé auprès du ministère de la défense. Il vise à favoriser la connaissance entre les armées et les jeunes. Il est composé à l'époque en majorité par des représentants des jeunes (étudiants, ouvriers, agriculteurs), une quinzaine de militaires et cinq représentants d'associations étudiantes (dont l'Union nationale des étudiants de France - UNEF).  Les avantages présentés de la réforme entendaient un renforcement du lien entre les études supérieures et l'emploi, et un rajeunissement du service militaire. 

## Contestation lycéenne et estudiantine
Ce n'est qu'à l'entrée en vigueur des dispositifs de la loi au printemps 1973 que les lycéens se mobilisent, principalement contre la suppression des sursis militaires. 
Dès la fin février les grèves s'enchaînent dans toute la France, des lycées se mettent en grève; au mois de mars des établissements sont occupés, d'importantes manifestations s'organisent. Les lycéennes participent au mouvement. Le 22 mars à Paris on estime à 200 000 les manifestants. Le 2 avril, plus de 500 000 jeunes défilent dans 236 villes de France, dont 200 000 toujours à Paris Ils craignent de voir leurs études interrompues par le service militaire réduit à 12 mois depuis 1970. L'ambiance globale est à l'antimilitarisme, diffusé par les mouvements d'extrême-gauche, Ligue communiste en tête. Cependant, les slogans spontanés, antimilitaristes et anti-autoritaires, outrepassent souvent la doxa marxiste. « « Sursis ou pas, on partira pas ! », « Les sursis on s'en fout, on n'veut plus d'armée du tout », crient maintenant les manifestants. », constate Le Monde. Les étudiants se joignent au mouvement, mécontents de la réforme des premiers cycles instituant le Diplôme d'études universitaires générales - Deug. 
Michel Debré est remplacé par un nouveau ministre des Armées, Robert Galley. La loi Debré est maintenue avec quelques aménagements. C'est la première fois depuis mai 1968 que la jeunesse descend massivement dans la rue.